# Copceac (Gagauzia)
Copceac (in gagauzo Kıpçak, in russo Копчак) è un comune della Moldavia situato nella Gagauzia di 9.551 abitanti al censimento del 2004.

## Società

### Evoluzione demografica
In base ai dati del censimento, la popolazione è così divisa dal punto di vista etnico:
| Etnia       | Abitanti | %     |
| ----------- | -------- | ----- |
| Moldavi     | 110      | 1,15  |
| Ucraini     | 71       | 0,74  |
| Russi       | 97       | 1,02  |
| Gagauzi     | 9.068    | 94,94 |
| Bulgari     | 144      | 1,51  |
| Rumeni      | 0        | 0     |
| Altre etnie | 61       | 0,64  |